# Седнёв, Леонид Иванович
Леонид Иванович Седнёв (1903, Сверчково, Ярославская губерния — 17 июля 1942, Брянский фронт) — поварской ученик («поварёнок») на кухне семьи российского императора Николая II в Царском Селе, который сопровождал его в ссылке в Тобольске и в ссылке в Екатеринбург. Вошёл в историю как последний друг Цесаревича Алексея Николаевича и единственный доподлинно выживший из заключённых в доме Ипатьева.

## Биография
Леонид Иванович Седнёв родился в 1903 году в Сверчкове (ныне — в Угличском районе Ярославской области). Из крестьян, родители занимались сельским хозяйством. Мать — Евдокия Николаевна Седнёва.

### Пребывание при дворе
Дядя Леонида Седнёва — Иван Седнёв, — служивший лакеем детей Николая II, по просьбе своего брата забрать Леонида в Петроград и «пристроить хоть куда-нибудь», смог устроить его помощником повара в Царском Селе. Кроме работы на кухне Леонид, будучи всего на год старше Алексея Николаевича, стал другом последнего по играм.

### В ссылке вместе с царской семьёй
В материалах допроса Т. И. Чемодурова фигурирует как Леонид Ив. Седнев, племянник И. Д. Седнева; Терентий Чемодуров, будучи допрошен следователем И. А. Сергеевым в городе Екатеринбурге 15—16 августа 1918 года показал, что Леонид Седнев прибыл из Тобольска 9/22 мая вместе с остальными членами царской семьи.
Леонид Седнёв стал объектом последней дневниковой записи Александры Фёдоровны. 16 июля 1918 года она записала:321: «…Внезапно прислали за Лёнькой Седнёвым, чтобы он пошел и попроведовал своего дядю, и он поспешно убежал, гадаем, правда ли все это и увидим ли мы мальчика снова…»
Как утверждал в своей работе «Убийство царской семьи» член следственной команды Р. Вильтон, перед расстрелом «поварёнок Леонид Седнёв, товарищ игр Цесаревича, был удален из Ипатьевского дома. Он был помещен у русских караульных в доме Попова, насупротив Ипатьевского». В материалах следователя Соколова имеются показания бывшего разводящего караула в Доме Ипатьева, рабочего Злоказовской фабрики Якимова о том, что «15 июля в понедельник у нас в нашей казарме в доме Попова появился мальчик, который жил при царской семье и катал в коляске Наследника».
Воспоминания участников расстрела подтверждают этот факт, расходясь друг с другом лишь в том, от кого именно исходила инициатива отсылки Леонида Седнёва. Комендант Яков Юровский, как утверждал участник расстрела Михаил Медведев, предположительно по своей инициативе предложил отослать из «Дома особого назначения» находившегося в царской свите поварёнка Леонида Седнёва под предлогом встречи с якобы приехавшим в Екатеринбург дядей. На самом же деле Иван Седнёв, дядя Леонида, сопровождавший царскую семью в ссылке, с 27 мая 1918 года находился под арестом:86 и в начале июня (по другим данным, в конце июня:342 или в начале июля 1918 года) был расстрелян.
Сам же Юровский утверждает, что он получил приказ отпустить поварёнка от Филиппа Голощёкина:328. Другой участник событий, Пётр Войков, согласно воспоминаниям Григория Беседовского, приписывал инициативу отсылки поварёнка себе, а кроме того, заявлял, что Ленин, приводя в пример Великую французскую революцию, настаивал на том, чтобы оставить в живых наследника. После расстрела царской семьи, по воспоминаниям Юровского, поварёнок был отправлен домой.

### Дальнейшая судьба
Информация о дальнейшей судьбе Леонида Седнёва противоречива. Существуют данные о его гибели в 1941 году во время боёв под Москвой; по другим данным, он был расстрелян в 1929 году в Ярославле по обвинению в участии в контрреволюционном заговоре. По данным obd-memorial.ru (ЦАМО), расстрелян 17 июля 1942 года по приговору трибунала Брянского фронта.

## Реабилитация
16 октября 2009 года Генеральная прокуратура Российской Федерации приняла решение о реабилитации 52 приближённых царской семьи, подвергшихся репрессиям, в том числе Леонида Седнёва.

## В культуре

### Киновоплощения
- Кирилл Литовченко («Романовы. Венценосная семья», 2000)